# Sterrhurus monticelli
Sterrhurus monticelli är en plattmaskart. Sterrhurus monticelli ingår i släktet Sterrhurus och familjen Hemiuridae. Inga underarter finns listade i Catalogue of Life.